# NGC 2835
NGC 2835 (другие обозначения — ESO 564-35, MCG -4-22-8, UGCA 157, AM 0915-220, IRAS09156-2208, PGC 26259) — спиральная галактика с перемычкой (SBc) в созвездии Гидра.
Этот объект входит в число перечисленных в оригинальной редакции «Нового общего каталога».
Галактика NGC 2835 входит в состав группы галактик NGC 2835. Помимо NGC 2835 в группу также входят NGC 2784, ESO 565-1, ESO 564-30 и ESO 497-17.
Галактика может относиться к типу LINER, хотя также может быть сейфертовской.